# Barić (prezime)
Barić je hrvatsko prezime, koje se najčešće pojavljuje u Zagrebu, Splitu, Zadru, Rijeci i u Poličniku.

## Osobe s prezimenomBarić
- Adalbert Adam Barić (1742. – 1813.), hrvatski pravnik i spisatelj
- Ernest Barić (rođ. 1945.), hrvatski kulturni djelatnik
- Hrvoje Barić (rođ. 1965.), hrvatski plivač
- Lana Barić (rođ. 1979.), hrvatska kazališna, televizijska i filmska glumica
- Ljudevit Barić (1902. – 1984.), hrvatski mineralog
- Nikica Barić (rođ. 1975.), hrvatski povjesničar
- Otto Barić (rođ. 1933.), hrvatski nogometaš, nogometni trener i izbornik
- Stjepan Barić (1889. – 1945.), hrvatski političar i publicist
- Šimun Barić (1814. − 1862.), hrvatski rimokatolički svećenik
- Vinko Barić (rođ. 1980.), hrvatski akademski slikar, crtač stripova i glazbenik